# لپه‌حیران‌لی
لپه‌حیران‌لی (ترکی آذربایجانی: Ləpəhəyranlı) یک منطقهٔ مسکونی در جمهوری آرتساخ است که در استان کاشاتاق واقع شده‌است.